# جک بال (بازیکن فوتبال، زاده ۱۹۰۷)
جک بال (انگلیسی: Jack Ball; ۱۳ سپتامبر ۱۹۰۷ – ۱۹۷۶ (۶۸−۶۹ سال)) بازیکن فوتبال اهل بریتانیا بود.
از باشگاه‌هایی که در آن بازی کرده‌است می‌توان به باشگاه فوتبال شفیلد ونزدی، باشگاه فوتبال لوتون تاون، باشگاه فوتبال ساوتپورت، باشگاه فوتبال منچستر یونایتد، و باشگاه فوتبال هادرزفیلد تاون اشاره کرد.